# Heishanlestes
Heishanlestes is een geslacht van uitgestorven zoogdieren uit de orde Symmetrodonta. Dit dier leefde ongeveer 120 miljoen geleden (tijdvak Krijt) in Azië.
Heishanlestes was de derde soort uit de Symmetrodonta die in de Noord-Chinese provincie Liaoning werd gevonden. In tegenstelling tot de twee eerder gevonden soorten Zhangheotherium en Maotherium, is Heishanlestes afkomstig uit een koolmijn van de Shahai-Formatie. Deze rotslaag is gevormd in het Aptien en de Shahai-Formatie is daarmee iets jonger dan de Yixian-Formatie waarin de twee andere soorten werden aangetroffen. In 2006 werd een derde soort, Akidolestes, uit de Yixian-Formatie beschreven. Alleen de onderkaak en tanden zijn van Heishanlestes bewaard gebleven.